# Habenaria pygmaea
Habenaria pygmaea är en orkidéart som beskrevs av Charles Schweinfurth och Richard Evans Schultes. Habenaria pygmaea ingår i släktet Habenaria och familjen orkidéer. Inga underarter finns listade i Catalogue of Life.